# المحور الجغرافي للتاريخ
«المحور الجغرافي للتاريخ» هو نص مقال وضعة هالفورد جون ماكيندر في عام 1904 إلى الجمعية الجغرافية الملكية والذي يطور نظرية قلب الأرض.
المقال، وسع ماكيندر نطاق التحليل الجيوسياسي ليشمل العالم كلة.

## جزيرة العالم ونظرية قلب الأرض
وفقًا لماكيندر، كان سطح الأرض قابلاً للقسمة إلى:
- جزيرة العالم ، التي تضم القارات المترابطة في أوروبا وآسيا وأفريقيا (الأفرو - أوراسيا). كانت هذه هي الأكبر والأكثر اكتظاظًا بالسكان والأغنى من بين جميع مجموعات الأراضي الممكنة.
- الجزر البحرية ، بما في ذلك الجزر البريطانية وجزر اليابان.
- الجزر النائية ، بما في ذلك قارات أمريكا الشمالية وأمريكا الجنوبية وأوقيانوسيا.

يقع قلب الأرض (الهارتلند) في وسط جزيرة العالم، وتمتد من الفولغا إلى نهر اليانغتسي ومن جبال الهيمالايا إلى القطب الشمالي.
كان قلب الأرض لماكيندر هو ماتشكلة المناطق التي حكمتها الإمبراطورية الروسية ثم الاتحاد السوفيتي، باستثناء منطقة شبه جزيرة كامتشاتكا، التي تقع في أقصى شرق روسيا، بالقرب من جزر ألوشيان وجزر كوريل.

## الأهمية الاستراتيجية لأوروبا الشرقية
لخص ماكيندر نظريته في عام 1919 على النحو التالي:
من يحكم أوروبا الشرقية يحكم قلب الأرض
ومن يحكم قلب الأرض يحكم الجزيرة العالمية

ومن يحكم الجزيرة العالمية يحكم العالمWho rules East Europe commands the Heartland;

who rules the Heartland commands the World-Island;

who rules the World-Island commands the world.

— Mackinder, Democratic Ideals and Reality, p. 150
أي قوة تسيطر على جزيرة العالم ستتحكم في أكثر من 50٪ من موارد العالم. جعل حجم قلب الأرض وموقعها المركزي مفتاح التحكم في الجزيرة العالمية.
كان السؤال المهم هو كيفية تأمين السيطرة على هارتلاند قلب الأرض. قد يبدو هذا السؤال بلا معنى، لأن الإمبراطورية الروسية حكمت في عام 1904 معظم المنطقة من نهر الفولغا إلى شرق سيبيريا لعدة قرون. لكن طوال القرن التاسع عشر: لم تحكم الجزيرة العالمية ولا الأرض
وعلية فقد قال:
- أن القوى الأوروبا الغربية قد تضافرت، بنجاح في العادة، لمنع التوسع الروسي.
- كانت الإمبراطورية الروسية ضخمة ولكنها متخلفة اجتماعياً وسياسياً وتكنولوجياً - أي أقل شأناً من حيث «السكان والمعدات والتنظيم».

رأى ماكيندر أن الهيمنة السياسية الفعالة على قلب الأرض من قبل قوة واحدة لم تكن قابلة للتحقق في السابق للأسباب التالية:
- كان قلب الأرض محمية من القوة البحرية بالجليد في الشمال والجبال والصحاري في الجنوب.
- كانت الغزوات البرية السابقة من الشرق إلى الغرب والعكس صحيحًا غير ناجحة لإفتقار وسائل النقل الفعالة مما جعل من المستحيل ضمان تدفق مستمر من الرجال والإمدادات.

وقد أوجز الطرق التالية التي قد تصبح بها قلب الأرض نقطة انطلاق للهيمنة العالمية في القرن العشرين:
- غزو ناجح لروسيا من قبل إحدى دول أوروبا الغربية (على الأرجح ألمانيا). يعتقد ماكيندر أن إدخال خط السكة الحديد قد أزال حصانة قلب الأرض من الغزو البري. عندما بدأت أوراسيا مغطاة بشبكة واسعة من السكك الحديدية، كانت هناك فرصة ممتازة لأمة برية قوية يمكن أن توسع سيطرتها السياسية على بوابة أوروبا الشرقية إلى الكتلة الأرضية الأوراسية. وبكلمات ماكيندر، «من يحكم أوروبا الشرقية هو الذي يحكم القلب».
- تحالف روسي ألماني. قبل عام 1917، كان كلا البلدين يحكمهما مستبدين (القيصر الروسي والقيصر)، وكان من الممكن أن ينجذب كلاهما إلى تحالف ضد القوى الديمقراطية في أوروبا الغربية (كانت الولايات المتحدة انعزالية فيما يتعلق بالشؤون الأوروبية، حتى أصبحت مشاركًا في الحرب العالمية الأولى. في عام 1917). كانت ألمانيا ستساهم في مثل هذا التحالف بجيشها الهائل وقوتها البحرية الكبيرة والمتنامية.
- غزو روسيا من قبل إمبراطورية صينية يابانية.

الخط الساحلي الكبير في شرق آسيا للإمبراطورية المشتركة كان سيوفر أيضًا إمكانية أن تصبح قوة بحرية رئيسية.
كتاب ماكيندر «من يحكم أوروبا الشرقية يحكم القلب...» لا يغطي سيناريو التحالف الألماني الروسي.
كان أحد الأهداف الشخصية لماكيندر هو تحذير بريطانيا من أن اعتمادها على القوة البحرية سيصبح نقطة ضعف حيث أصبح النقل البري داخل قلب الأرض الهارتلاند فاتحا لغزوها أو السيطرة عليها صناعيا.

## تأثير النظرية على النماذج الجيوسياسية الأخرى

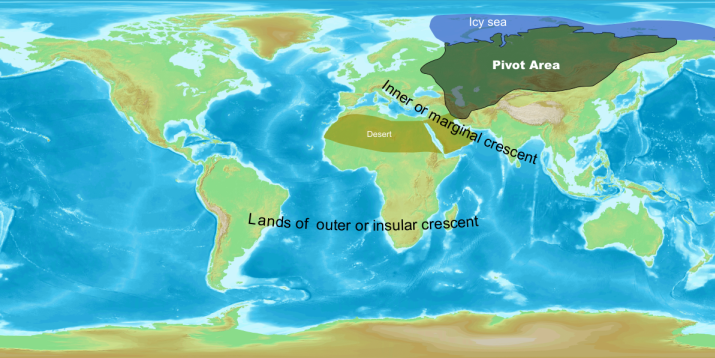
تمثيل اللون ، باستخدام الإسقاط الحديث للعالم.

يمكن العثور على أثر نظرية قلب الأرض لماكيندر في أعمال الجيوسياسي ديميتري كيتسيكيس، خصوصا في نموذج «المنطقة الوسطى». هناك تداخل جغرافي كبير بين قلب الأرض الهيرتلاند والمنطقة الوسيطة، باستثناء ألمانيا - بروسيا وشمال شرق الصين، والتي إستثناها ديميتري كيتسيكيس من المنطقة الوسيطة.
من ناحية أخرى، فإن ماكيندر إستثني شمال إفريقيا وأوروبا الشرقية والشرق الأوسط من قلب الأرض هارتلاند.
والسبب في هذا الاختلاف هو أن نموذج ماكيندر هو أساسًا جيوإستراتيجي، بينما نموذج كيتسيكيس هو نموذج جغرافي بالأصل. ومع ذلك، تعتبر الفكرتان لالمنطقة الوسيطة ومنطقة القلب لهما دورًا محوريًا في تشكيل تاريخ العالم.

## روابط خارجية
- المحور الجغرافي للتاريخ (إصدار أرشيف الإنترنت) المجلة الجغرافية ، أبريل 1904.
- المثل الديمقراطية والواقع ، واشنطن العاصمة: مطبعة جامعة الدفاع الوطني، 1996، ص. 175–194